# Francisco Goitia
Francisco Bollaín y Goitia García  (Fresnillo, 4 de octubre de 1882 - Fresnillo Zacatecas, 26 de marzo de 1960) fue un artista sui generis dentro del panorama cultural mexicano ya que se mantuvo al margen de las costumbres sociales de su época y de la corriente pictórica oficial. Aunque perteneció a la llamada Escuela Mexicana de Pintura y Escultura —personificada por Diego Rivera, José Clemente Orozco y David Alfaro Siqueiros, entre otros, no participó en el movimiento muralista iniciado en 1922.
Creador de algunas de las obras más características del arte mexicano, como Tata Jesucristo y Los Ahorcados. En 1898 ingresa a la Academia de San Carlos, en la ciudad de México, y posteriormente, en 1904, viaja a Barcelona, donde adquiere una gran madurez pictórica bajo las enseñanzas de su maestro de formación prerrafaelista Francisco de Asís Galí, quien también fue maestro de Joan Miró.

## Biografía

### Sus primeros años
Nace en el rancho de Patillos, perteneciente a la Hacienda de Bañón, Fresnillo, Zacatecas, en el día de San Francisco, fue el tercer Francisco de la familia, su abuelo y su padre de nombre Francisco Bollaín y Goitia, de origen vasco, fue un acaudalado hombre dueño de varias haciendas. Su madre, Andrea García Altamira, mujer de extraordinaria belleza, muere al nacer Francisco, por lo que no tuvo un solo recuerdo de ella, de la que guardó una viva imagen fue la mujer que lo amamantó, al igual que de la que se encargó de su crianza. Eduarda Velázquez, mujer que siempre estaría en su imaginación.
Su niñez transcurrió de manera tranquila, como el mismo lo decía, pues estuvo rodeado de verdes paisajes, manantiales, flores y animales. El estrecho contacto con la naturaleza lo llevó siempre en su memoria y fueron esas vivencias determinantes en su trabajo como pintor.
Cuando tuvo edad para aprender las primeras letras, fue llevado al rancho Charco Grande de la misma hacienda. Cursó la instrucción primaria en Fresnillo, cuando finaliza sus estudios primarios, su padre (al que hasta entonces conoció) le comunicó que lo llevaría con él a la hacienda de Ábrego en la que realizó trabajos de escritorio (no muy de su agrado) y leyó todos los libros que encontró a su alcance: las reseñas de la guerra franco-prusiana, lectura que en un momento le hizo inclinarse por la carrera militar, Los tres mosqueteros, Los miserables, El Quijote, o las narraciones de Julio Verne, entre otros, sin embargo, esta vida apacible y tranquila no podía durar mucho tiempo, pues su padre estaba interesado en que siguiera sus estudios y un amigo de su padre; el doctor Federico Carranza, vio en él cualidades ajenas a la militar, más bien intelectuales, por lo que aconsejó al padre de Goitia para que lo enviara a la Ciudad de México a estudiar y no al Colegio Militar, como eran los deseos de Goitia, decidiéndose este último finalmente por las artes plásticas.

### Su llegada a la Ciudad de México
Cuando llega a la capital del país, ingresó a la Academia de San Carlos, donde tuvo como maestros a José María Velasco, Julio Ruelas, Germán Gedovius y Saturnino Herrán, permaneció en la Academia Fabrés en 1903 uniéndose al grupo de reaccionarios del maestro español y de la Academia.
Fue gran amigo de Rufino Tamayo, pero también tuvo relación con los pintores grandes de su época, conformando con ellos el gran movimiento del arte contemporáneo mexicano.

### El viaje a España
Poco tiempo después con ayuda económica de su padre viaja a España y se va a Barcelona en 1904, ahí asiste no sólo a talleres, sino que además recorre los museos barceloneses, fue su maestro Francisco de A. Galí, de este periodo son algunos dibujos al carbón de varios edificios de esa ciudad española, como el "Patio de la Universidad de Barcelona" o el tríptico con edificios barceloneses.
Estando en España, recibe una beca del ministerio Sierra para estudiar en Italia, en donde estudió la buena pintura renacentista y permaneció en Roma interesado en la arquitectura clásica, especialmente en el Foro Romano y otros monumentos, de este periodo son los temas arquitectónicos que pintó. Expone con mucho éxito en Italia y recibe una medalla por sus obras. Sólo permanece cuatro años, pues tiene que regresar a México, ya que con la caída de Díaz pierde su beca.

### De regreso en México

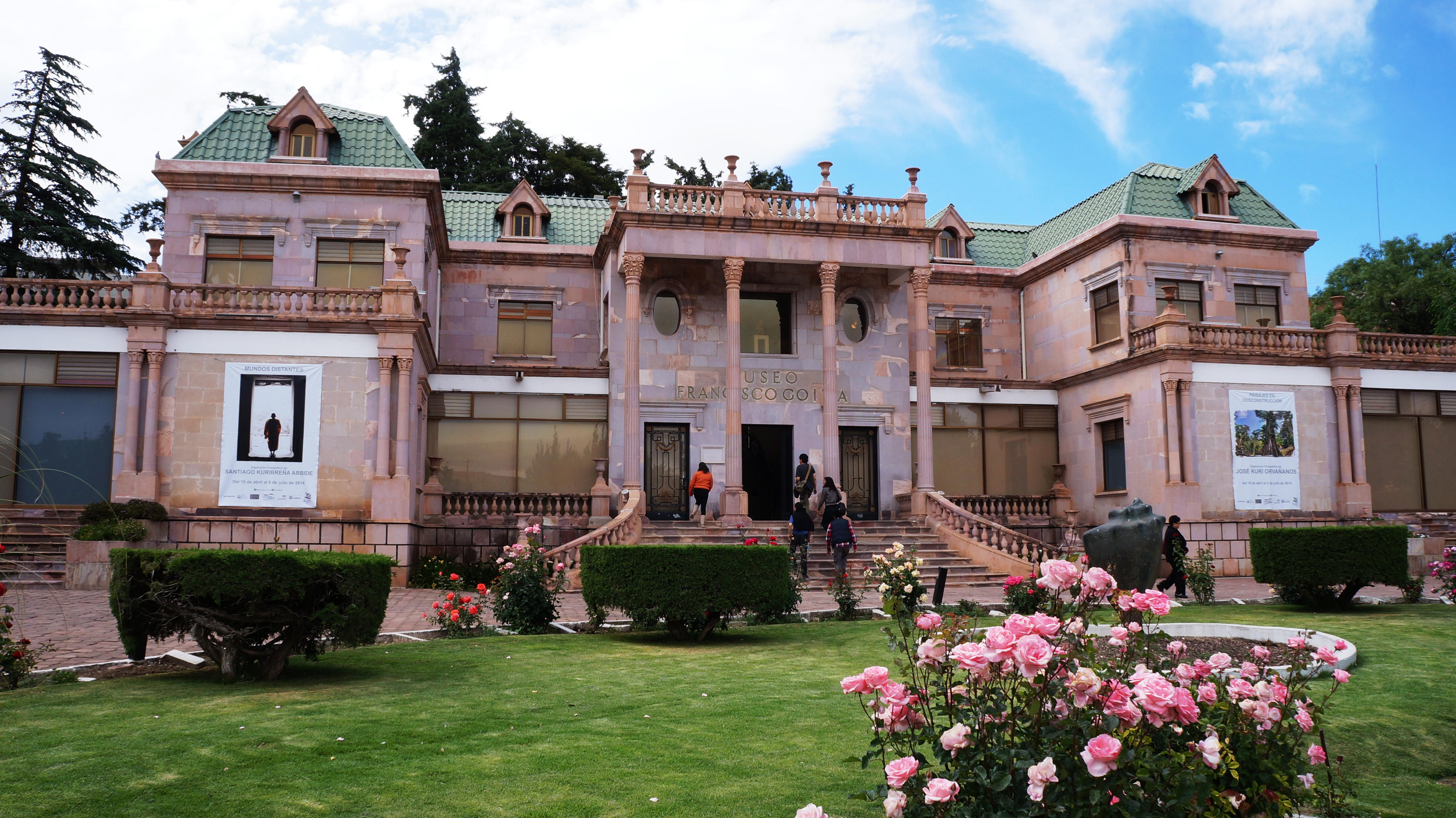
Museo Francisco Goitia

De vuelta en México, vive un tiempo en Zacatecas, de cuya estancia son los cuadros de paisajes zacatecanos, como: Paisaje de Santa Mónica, La huerta del Convento de Guadalupe, Zacatecas, etc., posteriormente trabaja de 1918 a 1925, con el antropólogo Manuel Gamio como dibujante de objetos y sitios arqueológicos, esta relación y el profundo amor a sus raíces le influenciaron fuertemente, pinta indígenas, logrando realizaciones magistrales, de gran vitalidad y realismo, como su obra más trascendente, una de las obras maestras del siglo XX: Tata Jesucristo, con lo que obtiene el Primer Premio en la Bienal Interamericana de Pintura y Grabado, y que lo sitúa en la historia como un gran artista.
Fue profesor de arte durante siete años en la Secretaría de Educación Pública.
Goitia militó en las huestes villistas, como pintor oficial del general Felipe Ángeles. Años más tarde recordaría: "fui a todas partes con su ejército, observando. Nunca porté armas porque sabía que mi misión no era matar...". Su trabajo consistía en dar testimonio pictórico de la vida en estos agitados años.
Así, presenció varias batallas, como la de Zacatecas de 1914. Los temas de su pintura de estos años muestran el horror y fascinación que le produjo la guerra.
Goitia hizo cuadros que muestran paisajes del norte del país pero, sobre todo, la brutalidad y la muerte que veía cotidianamente.
Para realizar su serie de cuadros sobre ahorcados, Goitia colgaba de un árbol cadáveres auténticos y observaba su descomposición para después plasmar el dramatismo de su violenta muerte.
En 1920, Goitia se va a vivir como un anacoreta a Xochimilco; allí conoce a Ignacio Rosete, hombre de una familia con escudo y con quien entabla amistad hasta el resto de sus días (se dice que este fue quien le vendió el terreno donde construyó una choza con sus propias manos). En sí Francisco Goitia fue hombre fuera de las superficialidades de la vida cultural e intelectual de la Ciudad de México, a la que se rehusaba a pertenecer.
La desolación de los paisajes de Goitia transmite el sentimiento que la Revolución Mexicana produjo en el artista.

### Goitia, un dios para sí mismo
La película Goitia, un dios para sí mismo de Diego López Rivera, comienza en los últimos días del pintor y hace un viaje al pasado que es también su propio viaje introspectivo. Al sentir la proximidad de la muerte, Goitia pide a Dios le permita pintar un último cuadro. Esto lo lleva a hacer un recuento de su vida: el reencuentro con su país y su pueblo; su ardua lucha contra los demonios del cuerpo y su posterior conversión religiosa; su permanente búsqueda de identidad como hombre y como artista.
(Ficción / 35 mm / Color / Estéreo / México, 1989 / 110 min)
Dirección: Diego López
Guion: Raúl Zermeño / Diego López / José Carlos Ruiz / Jorge González de León / Javier Sicilia / Enrique Vargas
Reparto: José Carlos Ruiz, Patricia Reyes Spíndola, Alejandro Parodi, Ana Ofelia Murguía, Angélica Aragón, Alonso Echánove, Fernando Balzaretti, Martha Navarro, Ignacio Honorato Magaloni, Aurora Clavel
Obtuvo el premio Catalina de Oro a la Mejor Fotografía, en el Festival Internacional de Cine de Cartagena (Colombia-1990), así como el Ariel al Mejor Actor (José Carlos Ruiz); Mejor Película, Mejor Dirección, Mejor Argumento Original, Mejor Ambientación, Mejor Fotografía y Mejor Música (México-1990).
Goitia está situado entre los grandes precursores del arte contemporáneo mexicano, al lado de David Alfaro Siqueiros, José Clemente Orozco, Diego Rivera, Rufino Tamayo y Carlos Mérida, entre otros. Durante veinte años vivió en el Barrio de San Marcos, en Xochimilco, aislado del mundo, dibujando y pintando. Murió en 1960, dejando inconcluso un autorretrato que había empezado en 1943.